# Flash (Jonglieren)
Der Begriff Flash wird beim Jonglieren in zwei Bedeutungen verwendet. Zum einen wird damit das Gelingen des einmaligen Abwerfens und Fangens einer bestimmten Anzahl von Gegenständen bezeichnet. Zum anderen ist ein Flash ein Jongliertrick, bei dem während der Jonglage eine gewisse Zeit alle Gegenstände in der Luft und somit beide Hände frei sind, was häufig durch Klatschen der Hände unterstrichen wird.

## Einmaliges Abwerfen und Fangen
Im Zusammenhang mit dem Festhalten und der Anerkennung von Jonglierrekorden wird der Begriff in dieser Weise verwendet. Dabei ist es beim Flash ausreichend, alle Gegenstände einmal einzeln abzuwerfen und wieder zu fangen. Dies steht dabei im Gegensatz zur Jonglage, bei der jeder Gegenstand mindestens zweimal abgeworfen und gefangen werden muss. Ein gelungener 7-Ball-Flash ist also leichter als eine gelungene 7-Ball-Jonglage.

## Alle Gegenstände in der Luft

3-Ball-Flash, Siteswap (55500)

In diesem Zusammenhang ist der Flash ein Jongliertrick. Um in ein normales Jongliermuster einen Flash einzubauen, müssen die Gegenstände zuvor etwas höher und schneller abgeworfen werden, um die Zeit zu gewinnen, beide Hände für eine gewisse Dauer frei zu haben. Durch Klatschen der Hände oder durch ein oder mehrere Pirouetten kann der  Jongliertrick hervorgehoben werden. 
Der Flash eignet sich auch als Vorübung der 5-Ball-Kaskade, wenn man die 3-Ball-Kaskade schon beherrscht. Hierbei wird der Flash in die 3-Ball-Kaskade eingebaut und fortlaufend wiederholt. Bei dieser Übung entspricht die Wurfhöhe und die erforderliche Schnelligkeit bereits der Kaskade mit fünf Bällen.
Ein Flash kann auch in der Siteswap-Notation ausgedrückt werden. Zwei aufeinander folgende Nullen kennzeichnen dabei einen Flash. Für einen Flash bei einer 3-Ball-Kaskade ist der Siteswap beispielsweise 55500.